# Praedora plagiata
Praedora plagiata är en fjärilsart som beskrevs av Rothschild och Jordan 1903. Praedora plagiata ingår i släktet Praedora och familjen svärmare. Inga underarter finns listade i Catalogue of Life.